# Spigelia pedunculata
Spigelia pedunculata là một loài thực vật có hoa trong họ Mã tiền. Loài này được Kunth miêu tả khoa học đầu tiên năm 1819.